# Зећани
Зећани је назив за житеље Зете.

## Историја
У доба Црнојевића, то је био уобичајени назив за становнике Зете. Повлачењем пред Турцима, на Цетиње и околину, задржали су тај назив. Временом су настали нови називи, Црна Гора и Црногорци, који су на простору Старе Црне Горе потиснули зетско име. Оно је најдуже, и до данас, опстало на простору Зетске равнице, коју Вицко Змајевић, назива српском низијом.
Тако се Нешо Станић, родом из Подгорице, аутор књиге Споменица сјени Подгоричких Срба, испод наслова своје књиге Збирка примјера и поука из 1907. године, именује као Зећанин из Подгорице. Српски историчар Андрија Лубурић је у књизи из 1940. о династији Петровић написао да је једно писмо владици Петру служило за изговор код Црногораца, Брђана, Зећана и Херцеговаца. 
Црногорци су све ван граница Црне Горе сматрали нецрногорцима. У разним текстовима Петровића, житељи Подгорице и зетске равнице називају се Зећанима. Ширењем граница Црне Горе, временом се и Брђани и Зећани поцрногорчују. Павле Ровински је записао да су Зећани у почетку нерадо прихватали нову црногорску власт, након ослобођења тих крајева од турске власти, али је убрзо сваки од њих постао прави Црногорац. Данас је Зета остала што је била и за турске владавине Подгорицом, ужи географски крај сјеверно од Скадарског језера, а Зећани су житељи тог краја данашње Црне Горе.
Лазар Томановић је пишући о Боки записао да је та тачка мјесто гдје се састају, од истока Зета, од сјевера Црна Гора, а од запада Херцеговина, и наставио је у поетском стилу: ђе се љубе те три сестре, првородне славе српске! 